# ダニエル・シュヴァーブ
ダニエル・シュヴァーブ（Daniel Schwaab, 1988年8月23日 - ）は、西ドイツ・バーデン＝ヴュルテンベルク州・ヴァルトキルヒ出身の元サッカー選手。現役時代のポジションはディフェンダー。

## 経歴

### クラブ
2000年からSCフライブルクのユースに入団。2006年からはトップチームの一員となり、ツヴァイテリーガでは3年間でDFながら5得点を挙げる。2008-09シーズン、フライブルクはツヴァイテリーガで1位となり、ブンデスリーガ昇格を決めた。
同2009年にバイエル・レバークーゼンへと移籍し、1.FSVマインツ05戦でトップリーグデビューした。
2013年7月1日にVfBシュトゥットガルトへ移籍した。2016年6月、契約満了により退団。
2016年7月11日、PSVアイントホーフェンへ完全移籍。2019年5月14日、契約満了につき2018-19シーズン終了をもって退団することが発表された。
以降所属チームなしの状態が続いたが、2020年10月22日に現役引退を表明した。

### 代表
U-18からはドイツ代表としてもプレーした。2009年に行われたU-21欧州選手権にも招集され、チームは優勝を果たした。

## タイトル
PSVアイントホーフェン
- ヨハン・クライフ・スハール 2016
- エールディヴィジ 2017-18